# Pentapleura
Pentapleura je monotipski rod cvjetnica iz porodice Lamiaceae. Jedina vrsta je P. subulifera, polugrm iz jugoistočne Turske i sjeveroistočnog Iraka

## Opis
Opisan je 1913. Rod Pentapleura Hand.-Mazz. (Lamiaceae) zastupljena je samo jednom vrstom Pentapleura subulifera Hand.-Mazz i rasprostranjena je u jugoistočnoj Turskoj i sjevernom Iraku. Stabljika i list vrste ispitani su za anatomske studije. Stabljike su pravokutnog oblika, a listovi ekvifacijalnog tipa. Opisana su mikromorfološka svojstva trihoma, oraščića i peludi. Trihomi se mogu podijeliti u dvije vrste kao nežljezdane i žljezdane. Također, žljezdani trihomi su dvije vrste kao peltatni i glavičasti tip.